# NGC 3929
NGC 3929 este o liner situată în constelația Leul. A fost descoperită în 4 decembrie 1861 de către Heinrich Louis d'Arrest. Se află la o distanță de 102,89 megaparseci de Pământ.